# Rookie of the Year (Champcar en IndyCar Series)
De Rookie of the Year Award is een prijs uitgereikt aan de bestpresterende nieuwe coureur in zowel de IndyCar Racing League als het voormalige Champ Car kampioenschap.

## Geschiedenis
De prijs werd oorspronkelijk uitgereikt in de CART en latere Champ Car, maar is tegenwoordig alleen nog te winnen in de Indycar. Sinds 1997, een jaar nadat deze serie het levenslicht zag, wordt de prijs jaarlijks toegekend.

## Rookie of the Year Award-winnaars

### CART Rookies of the Year (1979 tot 2003)
- 1979 -  Bill Alsup
- 1980 -  Dennis Firestone
- 1981 -  Bob Lazier
- 1982 -  Bobby Rahal
- 1983 -  Teo Fabi
- 1984 -  Roberto Guerrero
- 1985 -  Arie Luyendyk
- 1986 -  Dominic Dobson
- 1987 -  Fabrizio Barbazza
- 1988 -  John Jones
- 1989 -  Bernard Jourdain
- 1990 -  Eddie Cheever
- 1991 -  Jeff Andretti
- 1992 -  Stefan Johansson
- 1993 -  Nigel Mansell
- 1994 -  Jacques Villeneuve
- 1995 -  Gil de Ferran
- 1996 -  Alessandro Zanardi
- 1997 -  Patrick Carpentier
- 1998 -  Tony Kanaan
- 1999 -  Juan Pablo Montoya
- 2000 -  Kenny Bräck
- 2001 -  Scott Dixon
- 2002 -  Mario Dominguez
- 2003 -  Sébastien Bourdais

### Champ Car World Series Rookies of the Year (2004 tot 2007)
- 2004 -  A. J. Allmendinger
- 2005 -  Timo Glock
- 2006 -  Will Power
- 2007 -  Robert Doornbos

### Indy Racing League/IndyCar Series Rookies of the Year (1997 tot heden)
- 1997 -  Jim Guthrie
- 1998 -  Robby Unser
- 1999 -  Scott Harrington
- 2000 -  Airton Daré
- 2001 -  Felipe Giaffone
- 2002 -  Laurent Rédon
- 2003 -  Dan Wheldon
- 2004 -  Kosuke Matsuura
- 2005 -  Danica Patrick
- 2006 -  Marco Andretti
- 2007 -  Ryan Hunter-Reay
- 2008 -  Hideki Mutoh
- 2009 -  Raphael Matos
- 2010 -  Alex Lloyd
- 2011 -  James Hinchcliffe
- 2012 -  Simon Pagenaud
- 2013 -  Tristan Vautier
- 2014 -  Carlos Muñoz
- 2015 -  Gabriel Chaves
- 2016 -  Alexander Rossi
- 2017 -  Ed Jones
- 2018 -  Robert Wickens
- 2019 -  Felix Rosenqvist
- 2020 -  Rinus Veekay
- 2021 -  Scott McLaughlin
- 2022 -  Christian Lundgaard
- 2023 -  Marcus Armstrong
- 2024 -  Linus Lundqvist